# Pretty Deadly (lucha libre)
Pretty Deadly es un equipo de lucha libre profesional británico que consta de Elton Prince (21 de mayo de 1997) y Kit Wilson (4 de agosto de 1994). Actualmente trabajan para la empresa estadounidense WWE, donde se presentan en la marca SmackDown. Entre sus logros donde haber sido una vez Campeones en Parejas de NXT, y una vez Campeones en Parejas de NXT UK. Como resultado a esto mencionado, Pretty Deadly se convirtió en el único equipo en poseer ambos campeonatos simultáneamente.

## Carrera

### Circuito independiente (2015-2020)
Howley y Stoker debutaron como un tag team el 2 de febrero de 2019 en Hustle Wrestling Live en Enfield al derrotar a Justin Case y Justin Vincible en un combate por equipos. Sin embargo, estuvieron brevemente activos una vez bajo el nombre de Greased Lightning en un combate contra Lance Lawrence y Oliver Peace en el evento del 14 de noviembre de 2015 de WrestleForce Live en Basingtoke. Stoker se conocía en ese entonces como Sammy Smooth. Después de eso, ambos volvieron a competir como luchadores individuales. También son conocidos por aparecer en promociones de lucha libre profesional como Progress Wrestling y Revolution Pro Wrestling. Durante su afiliación con International Pro Wrestling: United Kingdom, capturaron el IPW: UK Tag Team Championship una vez como Pretty Bastards, y una vez como The Collective también formando equipo con James Castle como un trío bajo la Freebird Rule.

### WWE (2020-presente)
Tuvieron apariciones esporádicas en NXT UK en 2019 antes de hacer su debut oficial en WWE, siendo derrotados por Wild Boar y Primate. Se vieron obligados a tomar una pausa de seis meses antes de regresar al Reino Unido y obtener su primera victoria en WWE. Howley y Stoker se convirtieron en los contendientes número uno para el Campeonato de Parejas de NXT UK el 28 de enero de 2021 después de derrotar a Mark Andrews y Flash Morgan Webster, Oliver Carter y Ashton Smith y The Hunt (Wild Boar y Primate) en cuatro manera de emparejar el equipo de etiqueta.
Derrotaron Gallus (Mark Coffey y Wolfgang) para capturar el Campeonato de Parejas de NXT UK el 25 de febrero de 2021 en NXT UK. Retendrían los títulos contra Kenny Williams y Amir Jordan en el episodio del 1 de abril de NXT UK después de que Williams traicionara a Jordan. En el episodio del 4 de junio de NXT UK, Pretty Deadly defendería con éxito sus títulos contra Jack Starz y Nathan Frazer. En el episodio del 22 de julio de NXT UK, retendrían contra Mark Andrews & Flash Morgan Webster de Subculture. En el episodio del 19 de agosto de NXT UK, Pretty Deadly retendría contra Moustache Mountain. Sin embargo, perderían los títulos ante Moustache Mountain en una revancha en el episodio del 9 de diciembre de NXT UK, poniendo fin a su reinado en 287 días.
En el episodio del 5 de abril de NXT, Pretty Deadly, ahora bajo los nombres de Elton Prince y Kit Wilson, se revelaron como los atacantes de The Creed Brothers después de que derrotaron a Imperium (Fabian Aichner & Marcel Barthel), haciendo efectivamente su debut en NXT. La semana siguiente, derrotarían a The Creed Brothers en un Gauntlet match, en el que participaron Legado Del Fantasma (Raúl Mendoza & Joaquin Wilde), Josh Briggs & Brooks Jensen, y Grayson Waller & Sanga, para ganar el vacante Campeonato en Parejas de NXT, convirtiéndolos el primer equipo en ganar los títulos en su debut en NXT y el segundo equipo en tener el Campeonato en Parejas de NXT y de NXT UK. Perdieron los títulos en parejas ante los Creed Brothers el 4 de junio en In Your House, poniendo fin a su primer reinado a los 53 días. En el episodio del 19 de julio de NXT, Pretty Deadly luchó contra Josh Briggs y Brooks Jensen por el Campeonato en Parejas de NXT UK, pero fueron derrotados.  En Worlds Collide el 4 de septiembre, Pretty Deadly derrotó a The Creed Brothers, Gallus y Brooks Jensen y Josh Briggs en una lucha de cuatro bandas para unificar los Campeonatos en Parejas de NXT y de NXT UK. En NXT Deadline, Pretty Deadly perdió el Campeonato en Parejas de NXT ante The New Day (Kofi Kingston & Xavier Woods), poniendo fin a su segundo reinado a los 98 días. Después de no poder recuperar los títulos, Pretty Deadly comenzó a pelear con Tony D'Angelo y Channing «Stacks» Lorenzo, y perdió ante ellos en Spring Breakin' en una Trunk match. Esta sería su última aparición en NXT.
Como parte del Draft de la WWE de 2023, Pretty Deadly fue seleccionado para la marca SmackDown. Pretty Deadly hizo su debut en SmackDown el 19 de mayo de 2023, derrotando a Ridge Holland y Butch de The Brawling Brutes. En el episodio del 16 de junio de SmackDown, Pretty Deadly ganó un Gauntlet match por equipos para ganar una oportunidad por el Campeonato Indiscutido en Parejas de la WWE (el Campeonato en Parejas de Raw y el Campeonato en Parejas de SmackDown defendidos conjuntamente), pero no lograron capturar los títulos de Kevin Owens & Sami Zayn en el episodio del 30 de junio de SmackDown en Londres. En el episodio del 15 de julio de SmackDown, Prince sufrió una separación en el hombro en la lucha por equipos de Pretty Deadly contra The Brawling Brutes y tuvo que ser marginado. Pretty Deadly regresó en el episodio del 13 de octubre de SmackDown en una victoria en una lucha por equipos contra Holland y Butch.

## Vidas personales
Howley es originario de Grays, Thurrock, Essex, Inglaterra, y Stoker es originario de Londres, Inglaterra. Howley asistió a la Academia Hassenbrook en Stanford-le-Hope, Thurrock.

## Campeonatos y logros
- International Pro Wrestling: United Kingdom
  - IPW:UK Tag Team Championship (2 veces) - con James Castle[34][35]

- WWE
  - NXT Tag Team Championship (2 veces)[36]
  - NXT UK Tag Team Championship (2 veces)[37][38]